# Marco Brambilla
Marco Brambilla (Milano, 30 novembre 1960) è un artista e regista italiano naturalizzato canadese.
Lavora negli Stati Uniti d'America ed è noto per aver diretto il film Demolition Man (1993), con Sylvester Stallone.

## Biografia
Nato a Milano, in Italia, nel 1960, Brambilla ha studiato Ingegneria Chimica alla Ryerson University di Toronto in Canada.
Ha lavorato inizialmente a spot televisivi e nel 1993 ha diretto il film d'azione-fantascienza Demolition Man, che vede come protagonista Sylvester Stallone (nel cast figurano anche Sandra Bullock e Wesley Snipes).
Ha diretto nel 1997 Una ragazza sfrenata (Excess Baggage) con Alicia Silverstone, Benicio del Toro e Christopher Walken.
Nel 1998 ha spostato la sua attenzione principalmente sulla videoarte e la fotografia e da allora esibisce i propri lavori in collezioni pubbliche e private americane.
Brambilla attualmente vive e lavora tra New York e Los Angeles.

## Filmografia
- Demolition Man (1993)
- Una ragazza sfrenata (Excess Baggage, 1997)
- Dinotopia - miniserie TV (2002)
- Destricted, segmento Sync (2006)

## Videoclip
- Power di Kanye West (2010)